# ГЕС Есті
ГЕС Есті — гідроелектростанція на заході Панами в провінції Чирикі. Знаходячись між ГЕС Фортуна та ГЕС Gualaca (25,3 МВт), входить до складу дериваційного каскаду на річці Чирикі, що впадає в затоку Тихого океану Bahía de los Muertos за кілька кілометрів на південний захід від столиці названої провінції міста Давид. Можливо також відзначити, що безпосередньо вище по течії Чирикі розташована мала ГЕС Мендре ІІ (8,5 МВт), через яку зокрема проходить сток ГЕС Лос-Валлес.
Відпрацьована на станції Фортуна вода по відвідному тунелю потрапляє до річки Quebrada Barrigon (ліва притока Чирикі), на якій у межах проекту Есті спорудили земляну греблю з бетонним облицюванням висотою 60 метрів. До утримуваного нею сховища також виходить канал завдовжки 6,2 км, який подає ресурс від спорудженої на Чирикі вище від впадіння Quebrada Barrigon бетонної греблі висотою 36 метрів та довжиною 217 метрів. Корисного об'єму резервуару вистачає для забезпечення роботи ГЕС Есті на повній потужності протягом 11 годин.
Від сховища через водорозділ між долинами Quebrada Barrigon та Есті (права притока Gualaca, котра в свою чергу впадає ліворуч до Чирікі) прямує дериваційний тунель довжиною 4,8 км, що пов'язаний з балансувальною шахтою висотою 60 метрів з діаметром від 6 до 8 метрів (виконує роль запобіжника на випадок непередбачуваного зростання тиску в системі). На своєму шляху тунель проходить під руслом Есті так, що машинний зал Canjilones розташований на лівобережжі цієї річки.
Основне обладнання станції становлять дві турбіни типу Френсіс потужністю по 60 МВт, які працюють при напорі у 112 метрів.
Відпрацьована вода потрапляє у створене на Есті сховище Gualaca, звідки спрямовується на однойменну станцію (частина гідроенергетичного проекту Дос-Марес, найпотужнішою в якому є ГЕС Prudencia).